# 冫
이수변(二水邊)은 한자 부수의 하나. 얼음 또는 '얼다'라는 뜻을 가지고 있다. 한자의 제자원리를 뜻하는 육서 중의 상형자로서 얼음 결정의 모양을 본딴 仌의 변형이다. 독립적으로는 쓰이지 않아서 그 뜻을 나타내기 위해 옛날에는 冰이라 썼고, 현재는 冫의 의미를 나타내기 위해 氷을 쓰고 있다.

## 冫부
| 자획  | 글자                             |
| ----- | -------------------------------- |
| 0 획  | 冫                               |
| 1 획  | 习                               |
| 3 획  | 冬 冭 冮 冯                      |
| 4 획  | 冰 冱 冲 决 冴                   |
| 5 획  | 况 冶 冷 冸 冹 冺                |
| 6 획  | 冻 冼 冽 冾 冿 净                |
| 7 획  | 凁 凂 凃                         |
| 8 획  | 凄 凅 准 凇 凈 凉 凊 凋 凌 凍 凎 |
| 9 획  | 减 凐 凑                         |
| 10 획 | 凒 凓 凔 凕 凖                   |
| 11 획 | 凗                               |
| 12 획 | 凘                               |
| 13 획 | 凙 凚 凛 凜                      |
| 14 획 | 凝 凞                            |
| 15 획 | 凟                               |

## 문헌
- Fazzioli, Edoardo. 《Chinese calligraphy : from pictograph to ideogram : the history of 214 essential Chinese/Japanese characters》. calligraphy by Rebecca Hon Ko. New York: Abbeville Press. ISBN 0-89659-774-1.
- Leyi Li: “Tracing the Roots of Chinese Characters: 500 Cases”. Beijing 1993, ISBN 978-7-5619-0204-2